# Jared Hamman
Jared Hamman, född 7 mars 1982 i Atascadero, är en amerikansk före detta MMA-utövare som 2009–2013 tävlade i organisationen Ultimate Fighting Championship.